# Mia Slama
Mia Slama (* 14. März 2006) ist eine US-amerikanische Tennisspielerin.

## Karriere
Slama spielt bislang fast ausschließlich Turniere auf der ITF Women’s World Tennis Tour, wo sie bisher einen Titel im Doppel gewinnen konnte.
2020 nahm sie bei den Les Petits As teil.
2022 bis 2024 trat sie bei allen vier Grand-Slam-Turnieren in den Juniorinnenwettbewerben an. 2022 konnte sie in Wimbledon im Juniorinnendoppel zusammen mit Partnerin Lucía Peyre das Achtelfinale erreichen.
2024 konnte sie zu Beginn des Jahres bei den Australian Open das Achtelfinale im Juniorinneneinzel erreichen. Im Juni erhielt sie eine Wildcard für das Hauptfeld im Dameneinzel der mit 40.000 US-Dollar dotierten La Marsa Women’s Tennis Tour, verlor aber bereits in der ersten Runde gegen Yasmine Mansouri mit 4:6, 6:1 und 3:6. Im Doppel erreichte sie mit Mi Lan das Viertelfinale. Im Juli konnte sie mit Partnerin Hephzibah Oluwadare bei den Lexus GB Pro-Series Nottingham ebenfalls das Viertelfinale im Doppel erreichen.

## College Tennis
Slama spielt seit 2024 für das Damentennisteam der Wolfpack der North Carolina State University.

## Turniersiege

### Doppel
| Nr. | Datum         | Turnier  | Kategorie | Belag | Partnerin   | Finalgegnerinnen                      | Ergebnis         |
| --- | ------------- | -------- | --------- | ----- | ----------- | ------------------------------------- | ---------------- |
| 1.  | 22. Juni 2024 | Bukarest | ITF W15   | Sand  | Iwa Iwanowa | Diana Maria Mihail Patricia Maria Țig | 4:6, 6:2, [10:4] |

## Abschneiden bei Grand-Slam-Turnieren

### Juniorinneneinzel
| Turnier         | 2022 | 2023 | 2024 | Karriere |
| --------------- | ---- | ---- | ---- | -------- |
| Australian Open | —    | —    | AF   | AF       |
| French Open     | 1    | 1    | —    | 1        |
| Wimbledon       | 1    | 1    | —    | 1        |
| US Open         | 1    | 1    | —    | 1        |

Zeichenerklärung: S = Turniersieg; F, HF, VF, AF = Einzug ins Finale / Halbfinale / Viertelfinale / Achtelfinale; 1, 2, 3 = Ausscheiden in der 1. / 2. / 3. Hauptrunde; nicht ausgetragen

### Juniorinnendoppel
| Turnier         | 2022 | 2023 | 2024 | Karriere |
| --------------- | ---- | ---- | ---- | -------- |
| Australian Open | —    | —    | 1    | 1        |
| French Open     | 1    | 1    | —    | 1        |
| Wimbledon       | AF   | 1    | —    | AF       |
| US Open         | 1    | 1    | 1    | 1        |

Zeichenerklärung: S = Turniersieg; F, HF, VF, AF = Einzug ins Finale / Halbfinale / Viertelfinale / Achtelfinale; 1, 2, 3 = Ausscheiden in der 1. / 2. / 3. Hauptrunde; nicht ausgetragen